# Demonax rufoapicalis
Demonax rufoapicalis là một loài bọ cánh cứng trong họ Cerambycidae.